# ソーセージ・パーティー
『ソーセージ・パーティー』（原題: Sausage Party）は、2016年公開の3DCGアニメーション映画であり、アメリカ合衆国初のR指定CGアニメーション映画作品。日本でもグロテスクな描写、下品な言葉や描写などの理由で映倫からR15+指定を受けた。
2024年7月11日からは本作品のアニメシリーズ版『ソーセージ・パーティー 〜理想郷 フードトピア〜』がAmazon Prime Videoにて配信された。

## ストーリー
スーパーマーケット「ショップウェルズ」。商品達は自動ドアの外の世界には夢の楽園があると信じ、客に購入されることを望んでいた。スーパーの店員（ダーレン）は自分達を廃棄処分するため、恐ろしい存在だった。ソーセージのフランクは、1日でも早くホットドッグ専用パンのブレンダに挟まって1つになることを望んでいた。今日は「独立記念日セール」が行われているため、外に出られる確率が高かった。
ハニー・マスタードが返品のため、自動ドアの外の世界から出戻ってきた。ハニー・マスタードは「外の世界」に怯えていた。フランクとブレンダは人間に捕まり、カートの中に入れられる。その中に、出戻ってきたハニー・マスタードも入れられる。ハニー・マスタードは外の世界に出るのを嫌がり、カートの外へと身を投げた。フランクとブレンダは袋から飛び出して助けに向かうが、別のカートとぶつかった衝撃で落下してしまう。ハニー・マスタードは地面にぶつかり粉々になった。
フランクとブレンダの他にもカートから落下した商品達がいた。半分ほど亡くなり、膣洗浄器のビデ男は掃除されてゴミに捨てられた。そんな中、2人はベーグルのサミー・ベーグル・ジュニアと中東のパンのカリーム・アブドゥル・ラヴァッシュに出会う。
ビデ男はフランクとブレンダのせいで外の世界に行けなくなったと恨みを募らせ、箱が破れ死にかけていたジュースを飲み干し破りパワーを増して復讐に燃える。その頃、フランク達は食品棚に戻るためにスーパーの中を歩いていた。途中で酒売り場を通ると、アルコール飲料達が箱から飛び出して騒いでいた。フランクは火酒や長期保存食品に、外の世界のことについて1人で話を聞きに行った。
ブレンダ達はフランクが戻ってこないことを心配していた。すると、テキーラに呼ばれフランクがいる場所まで案内すると言われる。だが、それはビデ男の罠だった。ブレンダ達はビデ男に見つかる前にタコスのテレサ・デル・タコに助けられ、逃げ出すことに成功する。
火酒達は「外の世界には天国が待っている」という話は保存食品達が作った嘘であること、本当は人間に食べられて死んでしまうことを明かした。昔は全ての商品達がそのことを知っていたのだが、怯えて泣き叫ぶ声を聞いているのが苦痛になり保存食品達は嘘の情報を流すことにしたのだ。その頃、人間に購入された食品達は包丁で切られ殺されていた。フランクの友達のソーセージのバリーだけは命からがら抜け出した。
ブレンダ達はビデ男に見つかるが、何とか逃げ出してフランクと再会を果たす。フランクは外の世界の真実について話すが、ブレンダは信じようとはしなかった。2人は喧嘩別れしてしまう。
バリーは仲間に危機を知らせるために、車にしがみついてスーパーに戻ろうとした。だが、辿り着いたのは麻薬を嗜む麻薬中毒者の家だった。麻薬中毒者は麻薬を使ってハイになり、バリーや他の商品達の言葉が分かるようになった。麻薬中毒者は怯えて叫び声を上げた。バリーは麻薬中毒者を脅し、スーパーまで連れて行ってもらうことにした。しかし、麻薬中毒者が眠ってしまい起きたときには薬の効果が切れてしゃべれなくなっていた。
ブレンダ達は自分がいた商品の棚にそれぞれ戻っていった。すると、フランクがテレビ中継を行い外に出れば殺されることを商品達に話した。そして、人間達が食材を食べている絵を見せた。フランクは逃げようと声をかけるが、弱虫と罵ってしまったために商品達の反感を買ってしまう。
ブレンダがカートの中に入れられてしまう。フランクが困っていると、バリーが麻薬中毒者の家で仲良くなった商品達と一緒に現れる。そこで人間を殺せる事を知った商品達は麻薬を楊枝に付着させ、人間達に撃ち込んでいった。ブレンダを購入した人は麻薬でハイになり、動く食品達を見て叫び声を上げた。フランク達は協力して人間を倒し、ブレンダを取り戻した。
フランクは改めて商品達に外の世界が恐ろしいことを訴えた。その時、麻薬の影響でハイになった人間達が、商品達を襲い始めた。フランク達が死を覚悟したとき、サミーとカリームに助けられる。商品達は人間の恐ろしい姿を見て、フランクの話が真実だと知る。協力して人間達を襲撃した。
ビデ男はダーレンのお尻に突き刺さり、操縦してフランクをやっつけようとした。フランクはビデ男に体を噛まれてしまうが、ブレンダ達に助けられる。商品達はゴミ箱や火を使い、ビデ男とダーレンを外に吹っ飛ばした。フランクとブレンダはお互いの無事を喜び合い、商品達もはしゃいだ。
フランク達は仲間のガムから、この世界は幻で悪趣味な映画好きな者のために作られた「アニメ」であることを教えられる。商品達は俳優や声優の分身に過ぎないのだ。フランク達は全てのかたをつけるため、ガムが作った異次元に移動できるマシンを使って俳優達の元へと飛ぶことにした。

## 登場人物
フランク
主人公のソーセージ。隣の棚に陳列しているホットドッグのパンであるブレンダの恋人。買い物客に一緒に選ばれる日を夢見ているが、一方で買われて店の外に出ると幸せになれるというシステムに疑問を感じている。物語が進むにつれて、彼の疑問は深まりブレンダとの間に溝ができる。
ブレンダ
フランクの恋人のホットドッグのパン。彼女はどのソーセージと一緒にホットドッグになるか、選べると考えている。物語が進むにつれて彼女は確信を深めるが、フランクと彼女が選ぶ道は離れていく。
バリー
フランクの友達の変形したソーセージ。購入されると幸せになれるという外の世界を固く信じ購入されると変形が直り、他のソーセージと同じになれると夢見ている。
カリーム・アブドゥル・ラヴァッシュ
アラブ人ラヴァシュで、サミー・ベーグルのライバル。他の者達は彼がどんな食べ物か知らずビラビラ野郎と呼ぶ。
サミー・ベーグル・ジュニア
ウディ・アレンの様なユダヤ人ベーグルで、ラヴァシュのライバル。神経質で愚痴が多く、独善的。中東コーナーに陣取っているが、物語が進むにつれて同じコーナーの住人であるラヴァシュを理解する。
テレサ・デル・タコ
レズビアンで、ブレンダに一目惚れするメキシコ人タコス。外の世界を深く信じているが、肉で満たされることに葛藤している。ホットドッグのパンのブレンダに一目惚れするが、彼女の信ずる外の世界と相容れないことで葛藤する。
ガム
最も知的な食べ物。眼鏡をかけ、電動車椅子に乗っている。とても知的な科学者の靴底に何年もくっついていた為、他の誰よりも食べ物の世界の真理を理解するようになった。モデルはスティーヴン・ホーキングと思われる。
火酒
アメリカの先住民。フランクに外の世界に関する「真実」について語る。
ミスター・グリッツ
アフリカ系アメリカ人。
カール
フランクの友達のソーセージ。買い物客に選ばれるが、悲惨な最期を遂げる。
ハニー・マスタード
買い物客に普通のマスタードと間違えて選ばれるが、店に戻ってフランクに店の外でどのような運命が待ち構えているか、警告する。
ビデ男
膣洗浄器。カートから転落した衝撃で頭の上のノズルが壊れてしまい、フランクとブレンダに外の世界に行くことを邪魔されたと激しい憎悪を向け、フランクとブレンダに復讐することを計画する。
トロイ
フランクと一緒にいるソーセージで、いじめっ子。バリーが変形しているソーセージだからという理由で、バリーの事をよく馬鹿にしている。
麻薬中毒者
麻薬でハイになり、食べ物に意識があることを知る。だがそのせいで気絶し目覚めた時には忘れ、空腹になりバリーを茹でようとした時に麻薬の影響が戻り錯乱して壁にぶつかり飾ってあった斧が落ちて首を刎ねられて死亡した。
ダーレン
スーパーマーケット「ショップウェルズ」の店員。商品達からは暗黒神と呼ばれて恐れられている。最後はビデ男に乗っ取られ商品達と争いの末、飛ばされビデ男と共に爆死する。

## キャスト
| 役名                                             | 原語版                   | 日本語版   |
| ------------------------------------------------ | ------------------------ | ---------- |
| フランク（ソーセージ）                           | セス・ローゲン           | 小松史法   |
| ブレンダ（ホットドッグのバン）                   | クリステン・ウィグ       | 園崎未恵   |
| カール（ソーセージ）                             | ジョナ・ヒル             | 最上嗣生   |
| 火酒                                             | ビル・ヘイダー           | 岩崎ひろし |
| テキーラ                                         | ビル・ヘイダー           |            |
| バリー（ソーセージ）                             | マイケル・セラ           | 林勇       |
| 麻薬中毒者                                       | ジェームズ・フランコ     | 佐藤せつじ |
| ハニー・マスタード                               | ダニー・マクブライド     | 烏田裕志   |
| ミスター・グリッツ （グリッツ）                  | クレイグ・ロビンソン     | 吉柳太士郎 |
| ダーレン（スーパーの店員）                       | ポール・ラッド           | 稲垣拓哉   |
| ビデ男（膣洗浄器）                               | ニック・クロール         | 乃村健次   |
| カリーム・アブドゥル・ラヴァッシュ（ラヴァシュ） | デヴィッド・クラムホルツ | 斎藤志郎   |
| サミー・ベーグル・ジュニア                       | エドワード・ノートン     | 多田野曜平 |
| テレサ・デル・タコ                               | サルマ・ハエック         | 朴璐美     |
| ガム                                             | スコット・アンダーウッド | 多田野曜平 |
| トロイ（ソーセージ）                             | アンダーズ・ホーム       |            |